# Качкилик
Качкилик — село в Сергокалинском районе Дагестана. Входит в состав Кичи-Гамринского сельсовета.

## География
Село расположено в 29 км к юго-востоку от районного центра — села Сергокала.

## Население
| 1989 | 2002 | 2010 | 2021 |
| ---- | ---- | ---- | ---- |
| 17   | ↘10  | ↘0   | →0   |